# Jefim Lvovič Beršin
Jefim Lvovič Beršin (rusky Ефим Львович Бершин; * 16. října 1951 Tiraspol) je ruský básník, prozaik a novinář.
Vystudoval žurnalistiku na Moskevské státní univerzitě (1979). V letech 1979–1983 pracoval v novinách «Красное знамя». Během války v Podněstří (1992) a v Čečensku (1996) byl válečným zpravodajem pro Literární noviny. Pracoval v redakci Literárních novin (1991–1999) a vedl básnickou stránku v novinách «Советский цирк» (1985–1991).
Debutoval básněmi v novinách Komsomolskaja pravda (1981), poté velkým výběrem v časopise «Юность» v roce 1987. Publikoval v Literárních novinách, časopisech «Новый мир», «Дружба народов», «Континент», «Стрелец», «Юность», «45-я параллель», «Крещатик», «Интерпоэзия», «Знамя». Je autorem několika sbírek poezie (Снег над Печорой, Острова, Осколок, Миллениум, Поводырь дождя), románů Маски духа a Ассистент клоуна, dokumentárního románu Дикое поле o válce v Podněstří. Napsal eseje o básnících Juriji Davidoviči Levitanském, Borisovi Alexejeviči Čičibabinském, Jevgeniji Ivanoviči Blažejevském. Do ruštiny přeložil verše Yany Djin.
Žije v Moskvě.